# Преска (Содражиця)
Преска (словен. Preska) — поселення в общині Содражиця, регіон Південно-Східна Словенія, Словенія.